# Ланда, Яков Семёнович
Я́ков Семёнович Ла́нда (9 августа 1948, Одесса — 18 апреля 2005, Ганновер) — русский писатель, драматург и публицист, эссеист.

## Биография
Яков Ланда родился (9 августа 1948 года в Одессе в семье врача Марии Яковлевны Барской и учителя Семёна Семёновича Ланды. После окончания с золотой медалью средней школы в г. Голая Пристань Херсонской области  поступил в Харьковский государственный университет, который окончил с дипломом физика-оптика. Во время учёбы в университете был участником театра-студии СИНТ-63.
После окончания университета был призван в армию офицером-двухгодичником. Служил в г. Ленинакан (теперь Гюмри), Армения. Работал учителем физики и инженером в Украине. После переезда в Ленинград работал программистом на ЛОМО и завсектором в ВПТИЭлектро (Всесоюзный проектно-конструкторский институт технологии электротехнического производства, с 1989 ОАО «НИИТМАШ»).
В 1988 году снялся в эпизоде фильма «Ад, или Досье на самого себя», хотя и не попал в титры.
С 1991 года жил в Германии (Ганновер), работал менеджером в машиностроительной фирме.
Начал писать в эмиграции. Первой публикацией стало эссе «Наши пришли» в «Еврейском журнале». В 1992—1994 годах выступал автором репортажей и эссе для передач «Человек и общество» и «Писатели у микрофона» Радио «Свобода».

## Оценки
Леонид Гиршович:

Читая Ланду, понимаешь: автор — книжник, его ненавязчивой эрудиции, конечно, завидуешь, но главное даже не это. Письмо Ланды отличает редкостная для жанра «литературных исповедей» эстетическая чистоплотность. Последнее, с учетом присущей произведению в целом своеобразной и весьма прихотливой конструкции, ставит Якова Ланду в разряд писателей, которых принято — да и приятно — вводить в номенклатуру посредством подбора культурных аналогий: а он — как кто? Детство, южный городок с его поросшими пыльной травой дво- риками, повальным «шшшо» и подвесным мушиным кладбищем над обеденным столом. Отец, чья ирреальность в действительности болезненно реальна и так узнаваема… Все это больше, чем просто прочитывается, это заполняет промежутки между словами, пузырится между буквами. Следуя традиции подыскивать — и находить — соответствия тому или иному явлению в литературе, дерзну вслед за Бродским, назвавшим Ю. Алешковского Моцартом нашей прозы, уподобить Ланду ее Бруно Шульцу.
 Михаил Безродный:

…он стоял на пороге большого литературного успеха. Ясным это стало ровно год назад, после того как петербургская «Звезда» опубликовала его ослепительную повесть «Последний звонок». Автора поминают цитатой — приведу финал этой публикации: «И счастье было неизбежно, а жизни, да что там жизни — дню, мгновению этому, теплому дождю и бурлящему потоку вдоль прекрасной извилистой улочки — не было конца».
Ян Шенкман, Евгений Лесин:

Никаких авангардных изысков и голливудских страстей. Неожиданных поворотов сюжета и какой-то особенной авторской философии. Поражает лишь удивительно чистый и красивый русский язык. Как будто автор в процессе сочинения держал перед собой на столе томик Чехова или Бунина.

### Публикации
- 1994, «Ничего особенного» // Русская мысль, № 4034, 6-20 июня. — Париж.
- 1994, «Плацкартный» // Русская мысль, № 4027, 4 мая. — Париж.
- 1994, «Уличные музыканты» // Русская мысль, № 4029, 31 марта-6 апреля. — Париж.
- 1996, «Исповедь конформиста или анкета, заполненная в КГБ» // Двадцать два, № 99. — Иерусалим.
- 1998, «Исповедь конформиста или анкета, заполненная в КГБ». — [СПб].: Типография «Агат». (Предисловие Леонида Гиршовича, послесловие Михаила Безродного).
- 1999, «Постояльцы» (водевиль) // «Родная речь», № 1 (4) — Ганновер.
- 2000, «Исповедь конформиста или анкета, заполненная в КГБ» // Век XXI. — Гельзенкирхен.
- 2004, «Последний звонок» (повесть) // Звезда, № 4. — СПб.
- 2005, «Картинки с выставки. Science fiction farce» // Полдень. XXI век, № 3. — СПб.
- 2005, «Армейские байки» // Зарубежные записки, № 3. — Дортмунд.
- 2005, «Красная стрела» // Студия, № 9. — Берлин-Москва.
- 2005, «Из неопубликованного» // Partner-Nord, № 5(28). — Ганновер. — C. 50-51. — ISSN 1612-9911.
- См.: Яков Ланда. Две повести, три пьесы и рассказ

Публиковался также в газетах «Культура», «Известия», «Европа-Центр», в журнале «Грани».